# Truffeljager
Truffeljager (Engels: Trufflehunter) is een pratende das uit het door C.S. Lewis geschreven boek De Kronieken van Narnia: Prins Caspian. Truffeljager helpt prins Caspian nadat hij van zijn paard valt. Hij, Trompoen en Nikabrik verzorgen hem in hun ondergrondse hol.
Truffeljager is een van de eerste pratende dieren die Caspian ontmoet als hij het bos in is gevlucht. Hij gelooft zijn ogen niet, want Truffeljager is groter dan een normale das en loopt op zijn achterpoten. De das ontvangt Caspian hartelijk, en is een van de eerste die doorheeft dat Caspian een goede koning zal zijn.